# Intel 4040

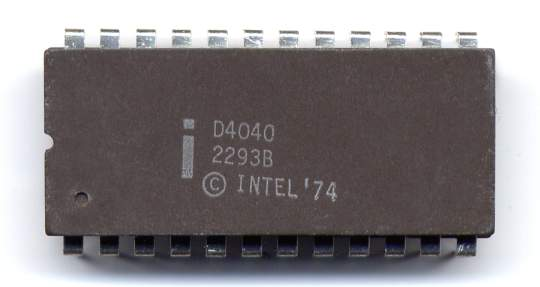
Microprocessador Intel D4040

O Intel 4040 foi o sucessor do Intel 4004. Introduzido pela Intel em 1974, era construido em uma técnica de 10 μm, e tinha cerca de 3 mil transistores. O 4040 executava aproximadamente 60.000 instruções por segundo.
O Intel 4040 foi fabricado em versões de 500 a 740 kHz, tendo sido utilizado no sistema de desenvolvimento Intellec 4/40.  Possuía 2 bancos de 4 kB de memória de programa, uma pilha de 7 posições, com suporte a interrupção e com encapsulamento de 24 pinos.